# Cipriano Giachetti
Cipriano Giachetti, nato Cipriano Marco Pio Giovanni Mariano Giulio Emilio Giachetti (Firenze, 3 giugno 1877 – Firenze, 6 marzo 1951), è stato un giornalista, scrittore e commediografo italiano.

## Biografia
Figlio di Mariano Giachetti, segretario al Ministero delle finanze, e Flora Tavvi, dopo essersi laureato in medicina nel 1901 inizia a pubblicare studi sulla psicoterapia e comincia ad interessarsi di giornalismo entrando come redattore nel 1905 ne Il Nuovo Giornale di Firenze, diventandone il vicedirettore nel 1922.
Due anni più tardi passò a La Nazione dove fu critico teatrale dal 1928, sostituendo Ferdinando Paolieri, e più tardi cinematografico, anche sui periodici Il dramma e Film.  Fu anche autore di romanzi (La tabacchiera dell'imperatore, del 1941), novelle, saggi di argomento storico e commedie che in diversi casi vennero rappresentate con un certo successo, tra le quali L'amante legittimo e Un uomo pacifico, che ebbe anche una riduzione radiofonica per la regia di Umberto Benedetto.
Dopo aver aderito alla Repubblica Sociale Italiana, si rifugiò a Torino, dove scrisse con il nome Cipriano Chiachetti, la sceneggiatura del film Porte chiuse, diretto da Carlo Borghesio e Fernando Cerchio, che ebbe incerta distribuzione.
Era sposato dal 1939 con l'attrice teatrale e cinematografica Anna Maria Zuti. Muore nel marzo del 1951 a 73 anni.